# Louis Blanche
Pour les articles homonymes, voir Blanche.
Louis Blanche, né Louis Jean Blanche le 24 septembre 1882 dans le 9e arrondissement de Paris, ville où il est mort le 10 avril 1960 dans le 6e, est un acteur français.

## Biographie
Marié en premières noces à Paris, 11e le 22 avril 1919 avec Germaine Anne Françoise Petit, ils étaient les parents de Francis Blanche. Louis Blanche était le fils de François Jean Baptiste Blanche, artiste dramatique et de Mathilde Louise Marie de Biarrote, peintre sur porcelaine, et le frère du peintre Emmanuel Blanche.
Il participe aux feuilletons radiophoniques mis en ondes par Pierre Arnaud de Chassy-Poulay, aux côtés de son fils Francis Blanche en compagnie de Pierre Dac, de Malheur aux barbus ! dans lequel il tient le rôle du professeur Merry Christmas, et Signé Furax dans lequel il tient le rôle du professeur Hardy Petit.
On le retrouve aussi aux côtés d'Yves Deniaud dans Leguignon guérisseur.

## Filmographie partielle
- 1909 : J'épouserai ma cousine de Léon Numès et Maurice de Marsan
- 1909 : Aloyse et le ménestrel
- 1909 : La Course au mouchoir
- 1910 : Le Messager de Notre-Dame
- 1910 : Une nuit de noces au village de Georges Monca
- 1910 : La Faute du notaire de Georges Denola
- 1911 : Un homme habile de Georges Denola
- 1911 : La Fête de Marguerite de Georges Denola
- 1911 : Vingt Marches de trop de Georges Monca
- 1912 : L'Auberge du tohu-bohu : Saturnin
- 1912 : Pianiste par amour de Georges Denola
- 1913 : Joséphine vendue par ses sœurs de Georges Denola
- 1913 : Rigadin ressemble au ministre de Georges Monca
- 1914 : La Ruse de Gribouillette
- 1914 : La Jeunesse de Rocambole (Rocambole) de Georges Denola
- 1914 : Les Exploits de Rocambole (Le Nouveau Rocambole) de Georges Denola
- 1914 : Rocambole et l'Héritage du marquis de Morfontaine de Georges Denola
- 1924 : L'Enfant des halles : le jeune snob
- 1925 : Mylord l'Arsouille : Saint-Cricq
- 1932 : Avec l'assurance
- 1933 : La Pouponnière : Maxime Rocher
- 1933 : Les Surprises du divorce
- 1934 : N'épouse pas ta fille de Willy Rozier
- 1934 : Une femme chipée
- 1935 : 300 à l'heure de Willy Rozier
- 1935 : J'aime toutes les femmes de Carl Lamac et Henri Decoin : l'habilleur de Morena
- 1935 : Sacré Léonce de Christian-Jaque : Bonenfant
- 1936 : Coup de vent de Jean Dréville et Giovacchino Forzano
- 1936 : Jenny de Marcel Carné
- 1936 : Une femme qui se partage de Maurice Cammage
- 1937 : Le Réserviste improvisé d'André Hugon
- 1942 : Pontcarral, colonel d'Empire de Jean Delannoy : un hobereau
- 1942 : La Loi du printemps de Jacques Daniel-Norman : le président
- 1942 : Dernière aventure de Robert Péguy
- 1942 : L'Âge d'or de Jean de Limur : Jules
- 1943 : Fou d'amour  de Paul Mesnier : Le croupier
- 1948 : L'assassin est à l'écoute  de Raoul André : le commissaire
- 1951 : Une fille à croquer de Raoul André : maître Ruban
- 1951 : L'Étrange Madame X de Jean Grémillon : un invité
- 1952 : Brelan d'as d'Henri Verneuil - Sketch : Les Témoignages d'un enfant de chœur
- 1952 : Monsieur Taxi d'André Hunebelle : le menuisier
- 1954 : Leguignon guérisseur de Maurice Labro : M. Coq
- 1954 : Faites-moi confiance de Gilles Grangier : le baron
- 1955 : Marguerite de la nuit de Claude Autant-Lara : l'aveugle

## Théâtre

### Comédien
- 1924 : Gosse de riche, comédie musicale en trois actes, livret Jacques Bousquet et Henri Falk, musique Maurice Yvain, Théâtre Daunou
- 1925 : J'adore ça, comédie musicale en 3 actes d'Albert Willemetz et Saint-Granier, musique Henri Christiné, Théâtre Daunou
- 1930 : Arsène Lupin banquier, opérette, livret Yves Mirande, couplets Albert Willemetz, compositeur Marcel Lattes d'après Maurice Leblanc, Théâtre des Bouffes-Parisiens
- 1949 : Le Sourire de la Joconde d'Aldous Huxley, mise en scène Raymond Rouleau, Théâtre de l'Œuvre
- 1956 : Lorsque l'enfant paraît d’André Roussin, mise en scène Louis Ducreux,  Théâtre des Célestins

### Metteur en scène
- 1945 : La Revue des Capucines, livret de Pierre Louki, Mauricet, Serge Veber,  musique de Mitty Goldin, Perre Mercier, Raoul Moretti, mise en scène Louis Blanche, Théâtre des Capucines[1]